# さいたま市立北浦和小学校
さいたま市立北浦和小学校（さいたましりつ きたうらわしょうがっこう）は、埼玉県さいたま市浦和区北浦和2丁目にある公立小学校。

## 沿革
- 1947年（昭和22年）[1]
  - 3月31日 - 浦和市立木崎小学校から分離。仮校舎として木崎小校舎を借用し、浦和市立北浦和小学校として開校。
  - 6月 - 現在地に校舎が完成し、移転。
  - 10月19日 - この日が開校記念日となる。
- 1950年（昭和25年）7月1日 - プール竣工。
- 2001年（平成13年）5月1日 - さいたま市発足に伴い、さいたま市立北浦和小学校に校名を変更。

## 校歌
- 作詞：野上彰、作曲：鈴木捷三[2]

## 通学区域
- さいたま市浦和区[3]
  - 北浦和1 - 3丁目、領家1丁目（7番・13～15番）・2丁目（1～7番）・5丁目（1～7番）・6丁目（1～2番・15～21番）、元町2丁目（2～5番）・3丁目

## 卒業生
- 三島康平（サッカー選手）
- 山田直輝（サッカー選手）
- 矢島慎也（サッカー選手）
- 前田直輝（サッカー選手）